# Orde van Eer en Glorie
De Orde van Eer en Glorie is een onderscheiding die wordt verleend door de regering van de Republiek Abchazië. De orde wordt voor militaire en civiele verdiensten toegekend.
De op 10 januari 2002 ingestelde Orde van Eer en Glorie komt in drie verschillende klassen. 
- Eerste Klasse

De Eerste Klasse wordt aan een lint om de hals gedragen. Het kleinood is van goud
- Tweede Klasse

De Tweede Klasse wordt aan een lint om de hals gedragen. Het kleinood is van zilver.
- Derde Klasse

De Derde Klasse wordt aan een vijfhoekig opgemaakt lint op de borst gedragen. Het kleinood is van zilver.
Het kleinood is een zonnesymbool met een centraal medaillon waarop in reliëf vier gouden of zilveren sterren zijn aangebracht. Het lint is rood met een smalle witte streep langs de rand.